# Еоху Фейдлех

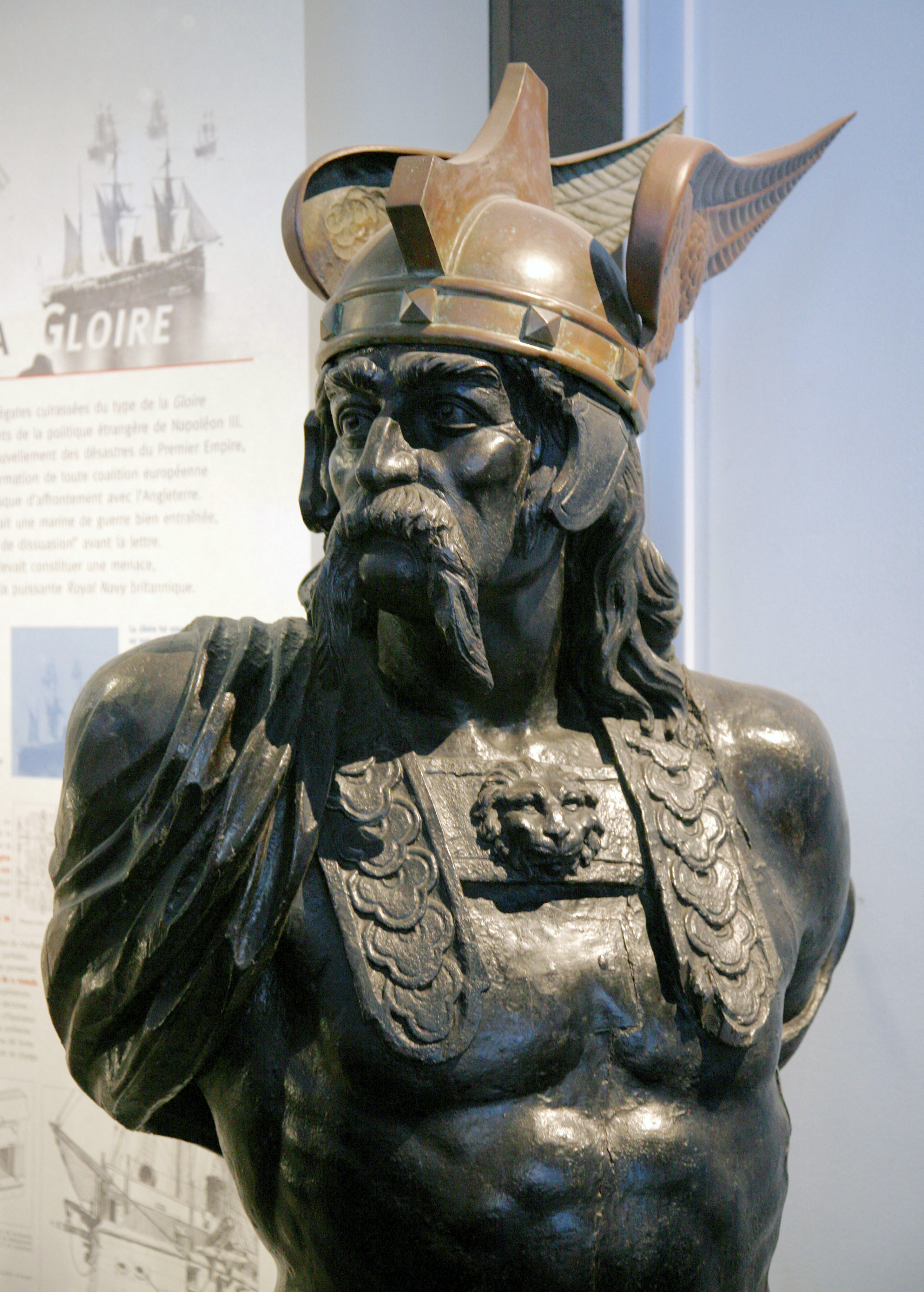
Кельтський вождь. Сучасна реконструкція.

Еоху Фейдлех (ірл. Eochu Feidlech), він же: Еохайд Безсмертний, Еоху мак Фін — верховний король Ірландії. Час правління: 94—82 до н. е. (згідно з «Історією Ірландії» Джеффрі Кітінга) або 143—131 до н. е. (відповідно до «Хроніки Чотирьох Майстрів»). Син Фінна (ірл. Finn), нащадок Рогена Руада (ірл. Rogen Ruad), нащадок Ессамайна Емна (ірл. Essamain Emna), нащадок Блахмахта (ірл. Blathnachta), нащадок Лабрайда Лорка (ірл. Labraid Lorc), нащадок Енна Айгнеха (ірл. Enna Aignech). Батько легендарної королеви Коннахта Медб. 

## Прихід до влади
Згідно з «Книгою захоплень Ірландії», прийшов до влади в результаті перемоги над військом верховного короля Ірландії Фахтна Фахах (ірл. Fachtna Fáthach) у битві під Лейтір Руайд (ірл. Leitir Rúaid). Давня ірландська скела (сага) «Битва Лейтрех Руйве» (ірл. Cath Leitrech Ruibhe)  розповідає про події того часу. Фахтна Фатах поїхав з Тари в королівство Улад з візитом. В цей час король Коннахту Еоху підняв армію на війну, захопив Тару – столицю верховних королів Ірландії, убив заручників з Тари. Верховний король Ірландії Фахтна Фахах довідався про це, перебуваючи в місті Емайн Маха — столиці васального королівства Улад (Ольстер). Він зібрав армію Уладу і дав битву війську Коннахта на полі Лейтір Руайд, що біля Коранн (сучасне графство Слайгьо). Але Еоху — король Коннахту розбив армію Уладу і зітнув голову верховному королю Ірландії. Еохайд Салбуйде (ірл. Eochaid Sálbuide) — король Уладу теж був вбитий. Фергус мак Ройг (ірл. Fergus mac Róich) почав переслідування залишків відступаючої армії Уладу, а Еоху Фейдлех зайняв Тару. 

## Родина
Згідно історичних переказів та легенд Еоху Фейдлех мав чисельну родину. Дружина – Клойхфінн (ірл. Cloithfinn). 
З нею Еоху Фейдлех мав шість дочок:
- Дербрю,
- Ейле (Елє),
- Мугайн,
- Ейхне,
- Клохру,
- Медб (ірл. Derbriu, Eile, Mugain, Eithne, Clothru, Medb)

Та чотирьох синів, які ввійшли в історію як три фіндемна (ірл. findemna) та Коналл Англондах (ірл. Conall Anglondach). Дербрю була коханкою Енгуса (ірл. Aengus) з Племен Богині Дану - Туата Де Дананн (ірл. Tuatha Dé Danann) — давнього племені, що населяло Ірландію і пішло жити в потойбічний світ — сід. Свекруха Дербрю — Гарбдалб (ірл. Garbdalb) перетворила шістьох чоловік в свиней за те, що вони їли горіхи в її лісі. Дербрю захищала їх протягом року, аж поки не була вбита своєю сестрою Медб. Коли Конхобар мак Несса (ірл. Conchobar mac Nessa) став королем Уладу, Еоху Фейдлех віддав йому як дружин чотирьох своїх дочок – Мугайн, Ейхне, Клохру, Медб, як компенсацію за вбивство його батька. Ейхне народила від нього сина Фурбайде (ірл. Furbaide), що з'явився на світ у результаті кесаревого розтину після її смерті. Клохру народила від нього сина Кормака Конд Лонгаса (ірл. Cormac Cond Longas) (хоча не всі легенди з цим погоджуються). Медб народила сина Амалгада (ірл. Amalgad), але потім Медб зненавиділа Конхобара і пішла від нього. Еоху Фейдлех зробив її королевою Коннахту. 

## Правління
Еоху Фейдлех правив зі столиці ірландських королів — з Тари. Під час свого правління він влаштував зібрання регіональних королів Ірландії та ірландських вождів кланів. На цьому зібранні були присутні і королева Медб, і Конхобар. Наступного ранку після ради Медб пішла купатися у річку Бойн, а її колишній чоловік Конхобар знайшов її там і зґвалтував. Це стало причиною війни. Еоху Фейдлех рушив війною на королівство Улад, зістрівся з військом Уладу на річці Бойн, вступив в битву, але зазнав поразки і відступив. Після цього три його сини – три фіндемна вирішили повалити трон батька і влаштували повстання. Битва відбулась під Друйм Кряйх (ірл. Druimm Criaich). У ніч перед битвою Клохру, боячись, що всі вони в битві загинуть і королівський рід урветься, спокусила трьох братів фіндемна. Від цього зв'язку народився син – майбутній верховний король Ірландії Лугайр Червоних Смуг — Лугайд Ріаб н-Дерг (ірл. Lugaid Riab nDerg), який був схожий на всіх трьох братів фіндемна одночасно. Наступного дня всі три брати фіндемна загинули в бою. І їх батько, дивлячись на їх відрубані голови поклявся, що віднині в Ірландії син ніколи не буди спадкоємцем батьківського трону. 
Еоху Фейдлех правив протягом 12 років і помер від старості в Тарі. Трон верховного короля Ірландії успадкував його брат — Еоху Айрем. 